# Диас де Мендоса, Фернандо
Фернандо Диас де Мендоса-и-Агуадо граф Баласоте-и-Лалаинг (исп. Fernando Díaz de Mendoza y Aguado; 7 июня 1862, Мурсия — 20 октября 1930, Виго) — испанский театральный деятель, актёр, театральный режиссёр

## Биография
В молодости вёл богемный образ жизни. В 1880 году переехал в Мадрид.
Дебютировал в 1895 году в театральной труппе в Мадриде, возглавляемой выдающейся актрисой М. Герреро. Вскоре добился популярности и восторженного признания критиков, таких как писательница Эмилия Пардо Басан.
В 1896 году Фернандо Диас и Герреро создали новую труппу «Герреро — Мендоса» ‒ наиболее значительный театральный коллектив в Испании конца XIX ‒ первой половины XX веков (до 1909).
В 1897 году пара переехала в аргентинский Буэнос-Айрес. Их спектакли в местом театре «Одеон» имели большой успех. Позднее супруги вернулись в Испанию и в 1908 году приобрели мадридский театр «Принцеса». В 1918 году пара выделила часть своего состояния на строительство нового театра в Буэнос-Айресе, который было решено назвать в честь Мигеля Сервантеса. В 1921 году театр Сервантеса был открыт. Из-за финансовых проблем супруги были вынуждены продать театр на аукционе в 1926 году, после чего вернулись в Мадрид.
В 1929 году, после смерти М. Герреро, возглавил в Буэнос-Айресе театр Сервантеса, который стал проводником испанской театральной культуры в странах Латинской Америки. Ф. Диас де Мендоса уделял преимущественное внимание национальной драматургии ‒ классической (пьесы Лопе де Веги, П. Кальдерона, Тирсо де Молины, А. Морето) и современной (Х. Эчегарая, Х. Бенавенте, братья Альварес Кинтеро), способствовал формированию творчества многих испанских и аргентинских актёров XX века.
Снимался в кино. Сыграл в более чем 10 фильмах.
Среди его внуков известный испанский актер Фернандо Фернан Гомес.